# Хасая, Борис Николаевич
Борис Николаевич Хасая (1932, Тифлис, Грузинская ССР, ЗСФСР, СССР — 1969) — советский футболист, нападающий, Мастер спорта СССР (1956).

## Биография
Воспитанник грузинского футбола.
Начинал свою карьеру в команде «Красное Знамя» (Иваново). Туда его позвал наставник клуба Андро Жордания. Нападающий хорошо вписался в состав и дважды становился лучшим бомбардиром команды в сезоне.
В середине 1954 года Бориса Хасая пригласило к себе тбилисское «Динамо», выступавшее в классе «А». За него футболист выступал на протяжении четырёх лет. В чемпионатах страны он провел за «динамовцев» 65 игр и забил 20 мячей.
В 1956 году в составе Грузинской ССР Хасая принял участие в первой Спартакиаде народов СССР. Вместе со своими партнерами игрок стал серебряным призёром соревнований. В финальном матче Борис Хасая забил гол в ворота сборной Москвы, но грузинские футболисты уступили хозяевам 1:2.
Скончался в 1969 году.